# Turnul Hassan

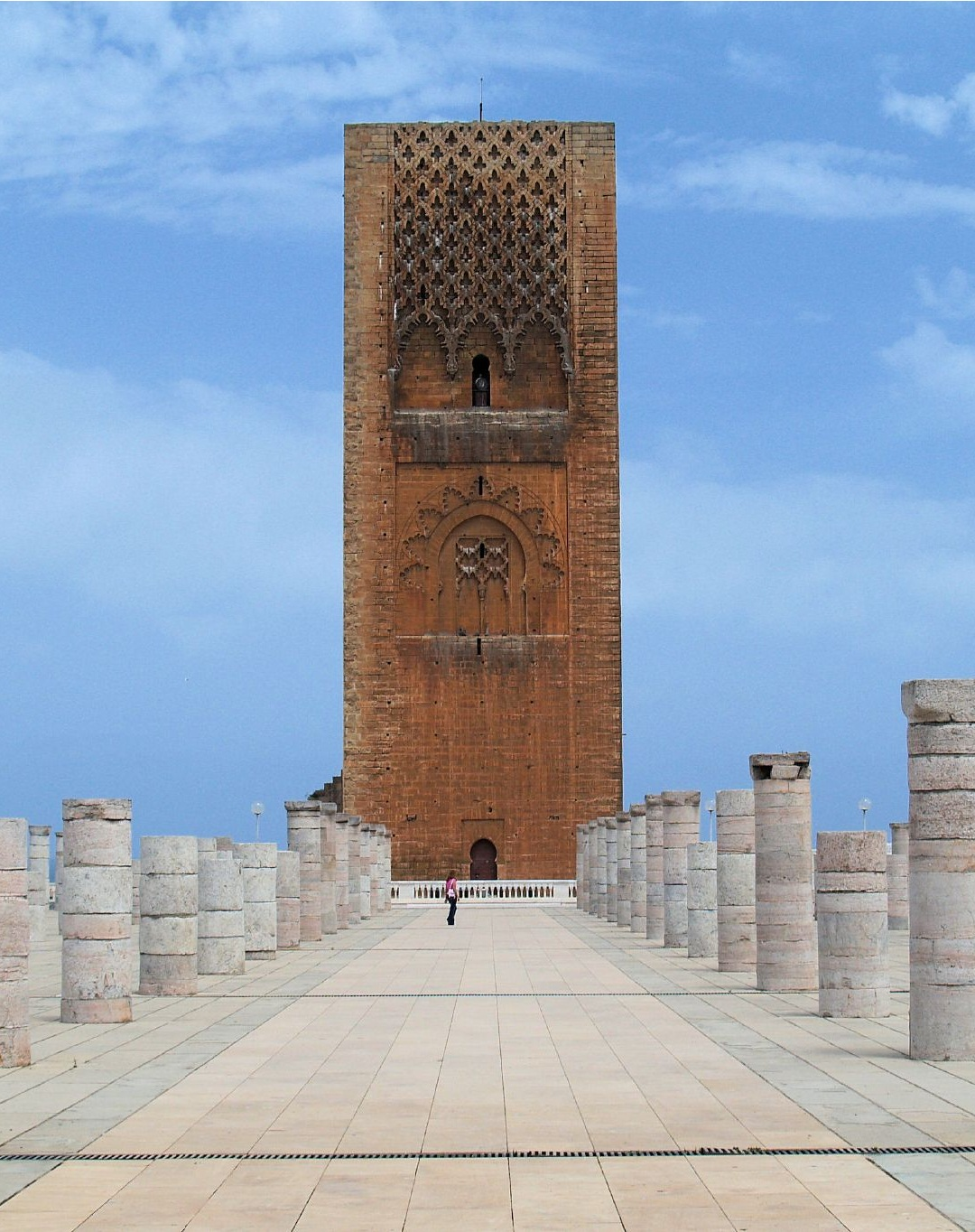
Turnul Hassan

Turnul Hassan (în arabă  صومعة حسان) este minaretul unei moschei neterminate din Rabat, Maroc. Început în 1195, se intenționa ca turnul să fie cel mai mare minaret din lume, împreună cu moscheea, de asemenea, destinată a fi cea mai mare din lume. În 1199, sultanul Yaqub al-Mansur a murit, iar construcția moscheii a fost oprită. Turnul a ajuns la 44 m  înălțime, aproximativ jumătate din înălțimea pe care trebuia sa o aibă, de 86 m. Restul moscheii a fost lăsat incomplet, fiind construite doar o parte din pereți și 200 de coloane. Turnul, din gresie roșie, , împreună cu resturile de moschee și cu mausoleul modern al lui Mohammed al V-lea, formează un important complex istoric și turistic din Rabat.

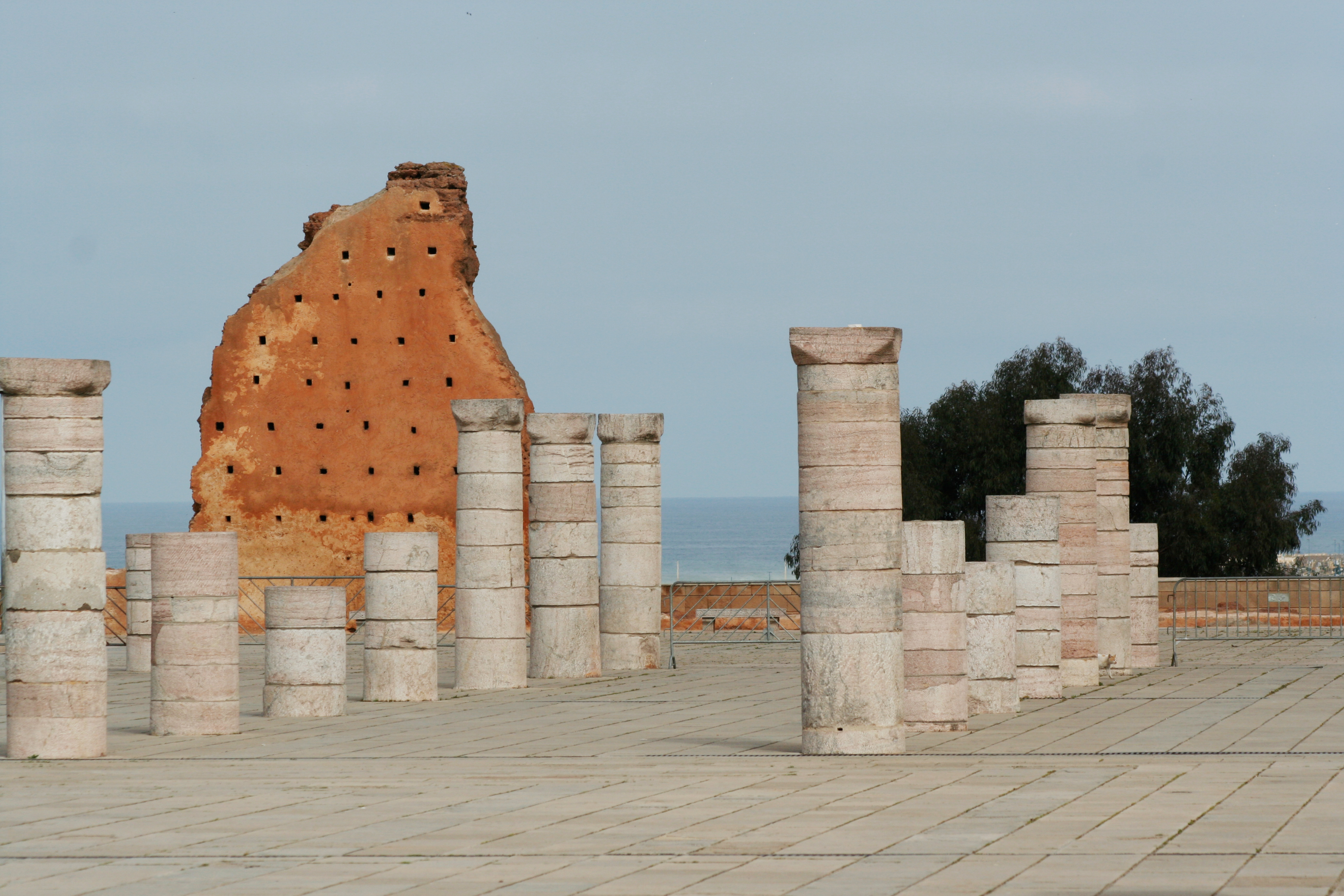
Rămășițe ale zidului Turnului Hassan, Rabat, Maroc

În loc de scări, în turn se urca pe rampe. Rampele minaretului ar fi permis muezinului să călărească până în vârful turnului pentru a chema credincioșii la rugăciune.

## Yaqub al-Mansur
Fondatorul Turnului Hassan, Yaqub al-Mansur era membru al dinastiei almohade, un imperiu musulman berber în Maghreb și Peninsula Iberică. Turnul, potrivit unor tradiții, a fost proiectat de un astronom și matematician numit Jabir ibn Aflah, care trebuia să proiecteze și turnul-soră al lui Hassan, Giralda din Sevilla, în Al-Andalus (Spania de azi). Ambele turnuri au fost modelate pe baza minaretului Moscheii Koutoubia din Marrakech. Implicarea lui Jabir în proiectarea structurii nu poate fi confirmată totuși, și mulți oameni de știință presupun că turnul a fost proiectat de Ahmad Ben Basso, arhitectul Moscheii Koutoubia. Renașterea Spaniolă a adăugat mai târziu o clopotniță deasupra Giraldei, care a fost transformată dintr-un minaret într-un turn cu clopot pentru Catedrala din Sevilla după Reconquista.
Yaqub al-Mansur a efectuat și alte lucrări în Rabat, în special reconstrucția Kasbah al Udaya și transformarea complexului antic Chellah, construit de fenicieni și romani, pentru a fi utilizat ca necropolă.

## Statutul în cadrul Patrimoniului Mondial
Situl a fost adăugat pe o listă temporară a Patrimoniului Mondial UNESCO la 1 iulie 1995, la categoria culturală. Statutul i-a fost acordat în 2012.

## Galerie

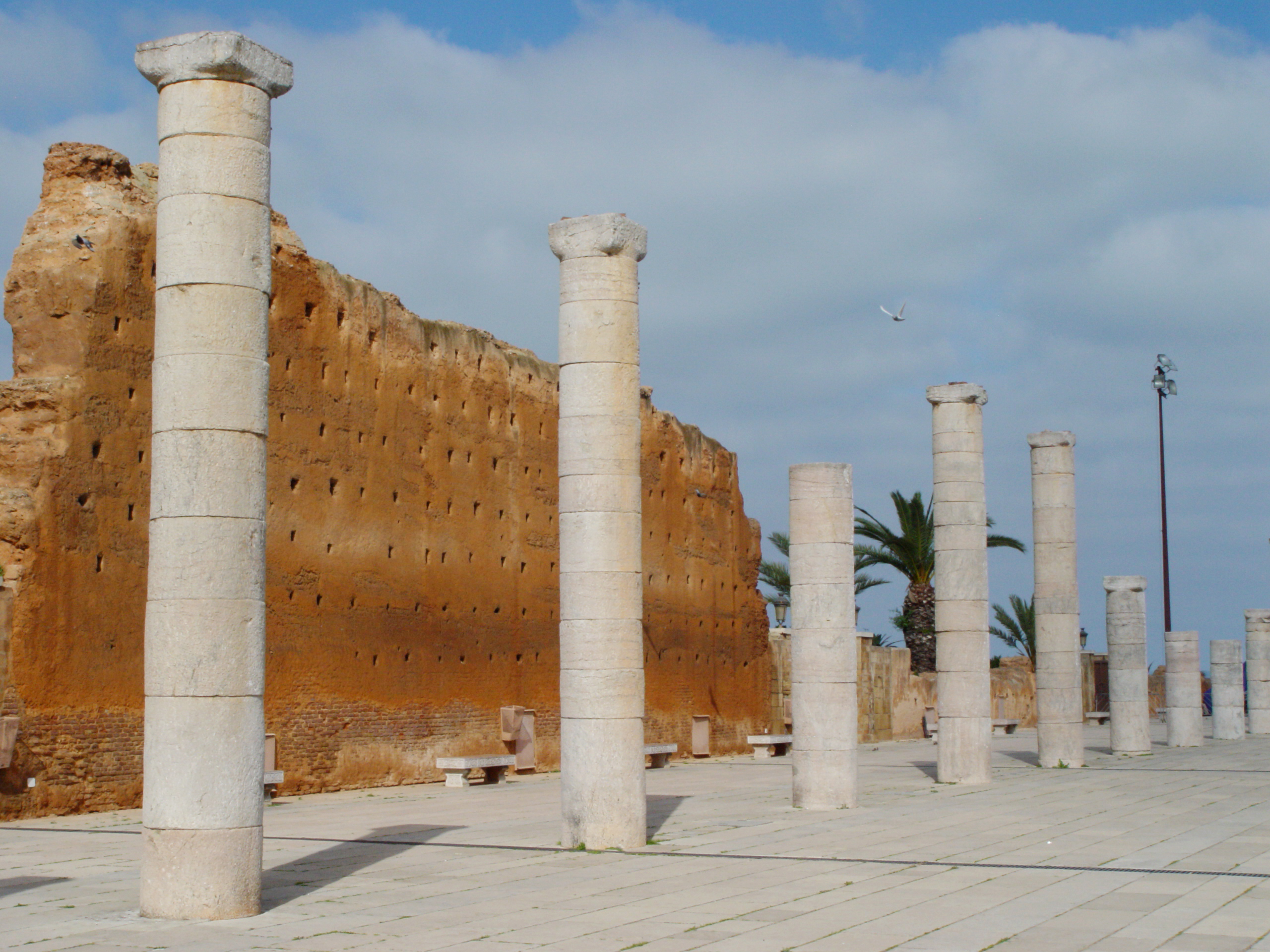
Rămășițe ale zidului la Turnul Hassan, Rabat, Maroc
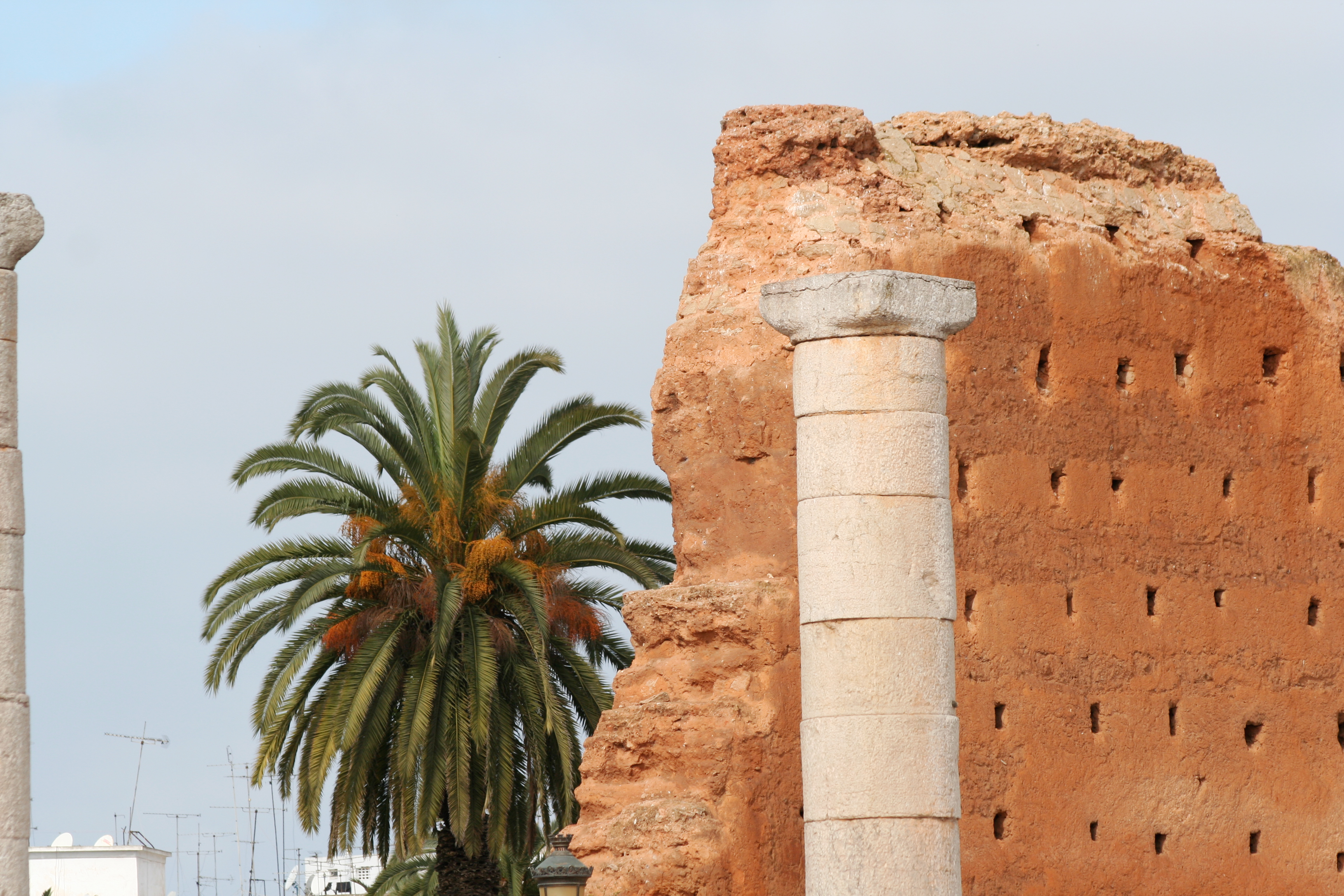
Zid la Turnul Hassan, Rabat, Maroc
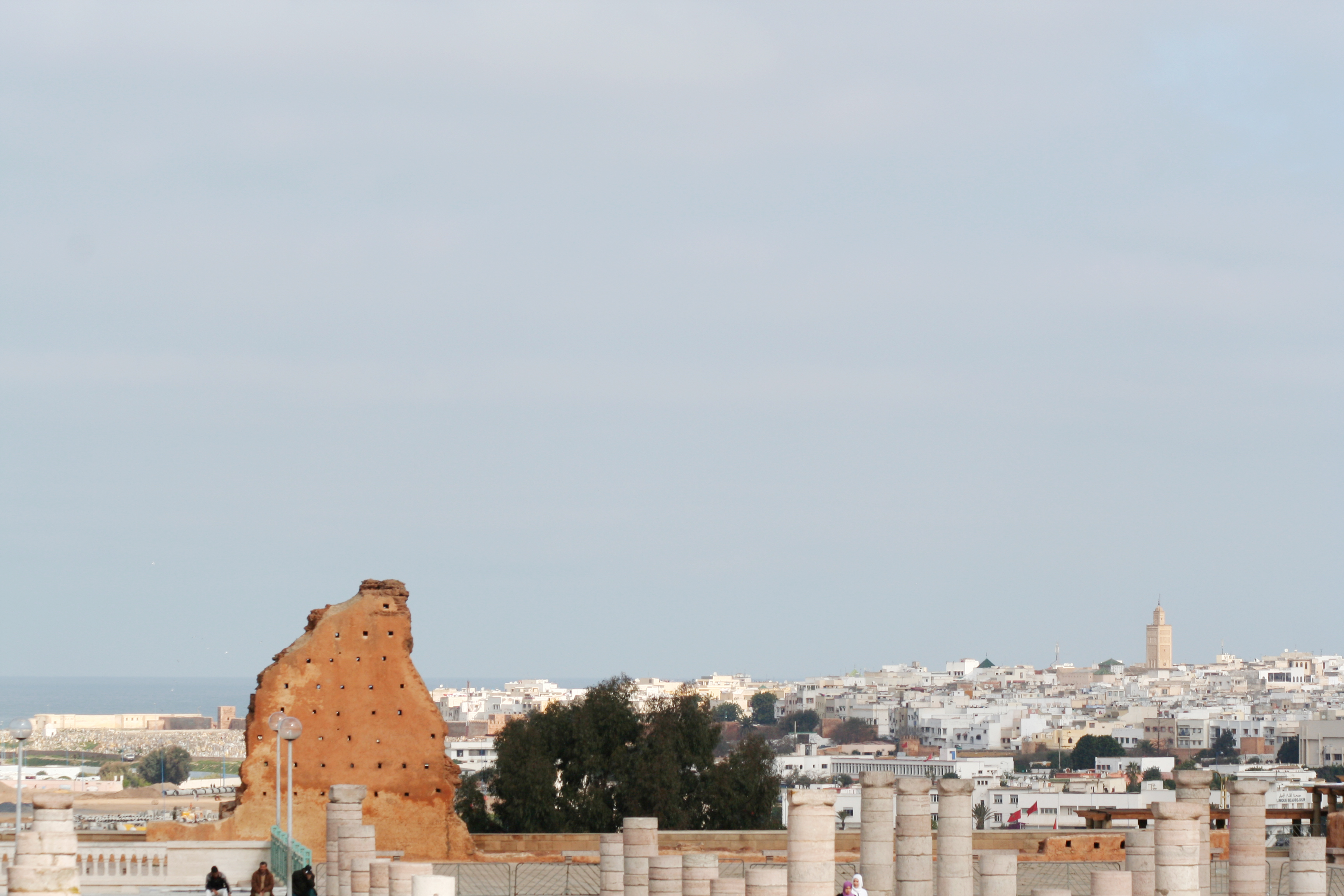
Vedere asupra Rabatului de la Turnul Hassan, Maroc
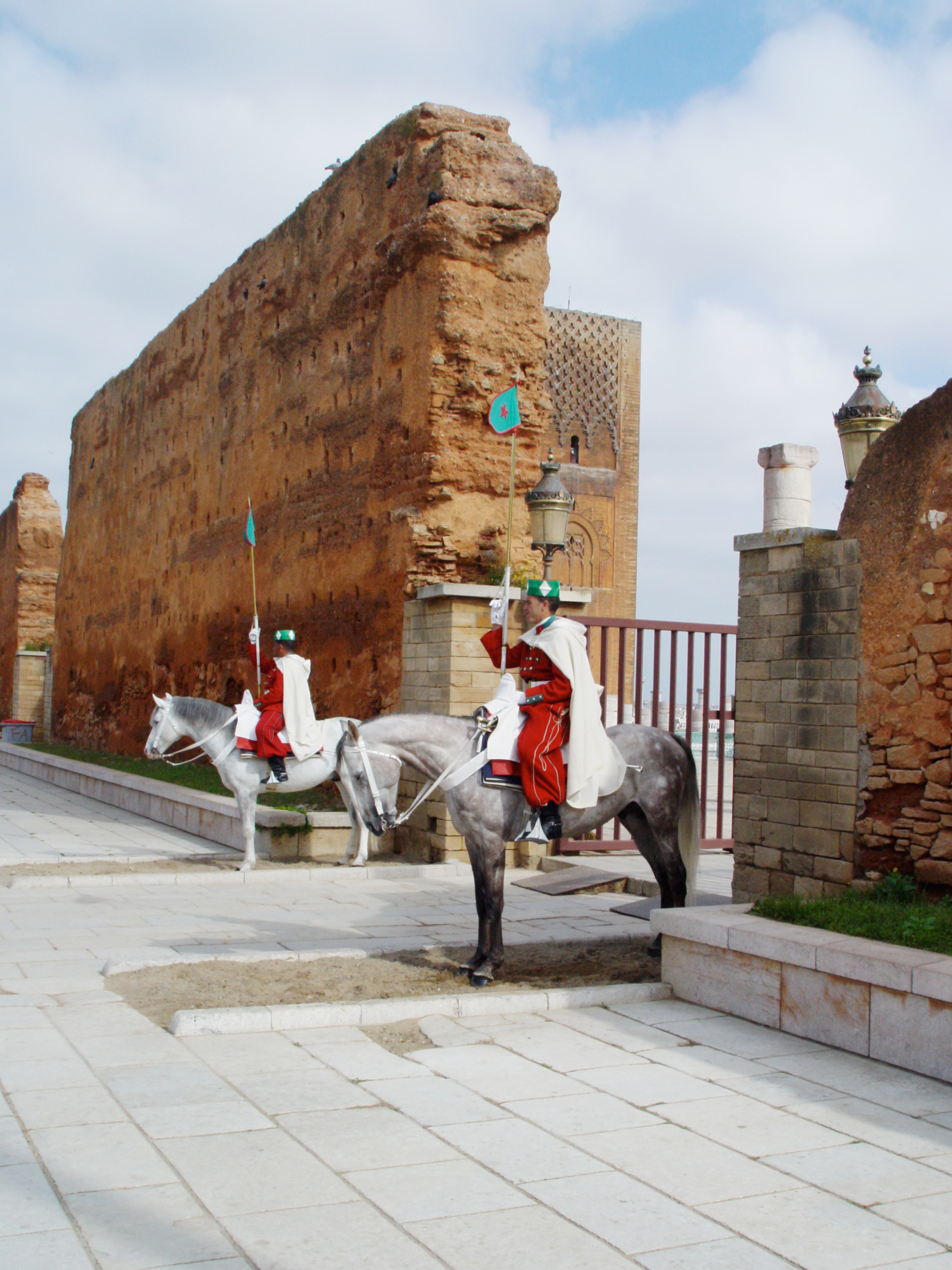
Pază la Turnul Hassan, Maroc

## Listă de referințe
1. ↑  en Encyclopædia Britannica online
2. ↑  en William A. Hoisington, Lyautey and the French Conquest of Morocco, 1995, Palgrave Macmillan, 292 pages  ISBN: 0-312-12529-1
3. ↑  en "Chellah" C.Michael Hogan, The Megalithic Portal, ed. Andy Burnham
4. ↑  en Tour Hassan - UNESCO World Heritage Centre
5. ↑  en „Rabat, Modern Capital and Historic City: a Shared Heritage”. UNESCO. 2012. Accesat în 6 octombrie 2013.
6. ↑  en „Rabat”. World Heritage Site. septembrie 2013. Arhivat din original la 17 august 2013. Accesat în 6 octombrie 2013.
7. ↑  en „Rabat Named UNESCO World Heritage Site”. Caribbean News Digital. 23 noiembrie 2012. Arhivat din original la 22 februarie 2014. Accesat în 6 octombrie 2013.